# Eveline Hasler
Eveline Hasler (Glarus, 22 marzo 1933) è una scrittrice svizzera.

## Biografia
Ha studiato storia e psicologia alle Università di Friburgo e Parigi. Insegnante, è stata autrice di libri di successo per bambini e ragazzi più volte insigniti di premi internazionali e adattati per il cinema, la televisione e la radio e in particolare il libro Komm wieder, Pepino ("Ritorna, Pepino", 1995) è annoverato tra le maggiori opere per ragazzi della letteratura svizzera contemporanea.
È inoltre autrice di poesie e, dopo il debutto con il romanzo autobiografico Novemberinsel (1979), di romanzi storici in cui ha narrato fatti di storia svizzera, tra cui la vicenda di Anna Göldin, l'ultima strega messa al rogo in Svizzera (L'ultima strega, 1982), l'emigrazione svizzera in America del sud (Ibicaba, 1986) e la vita di Julie Bondeli (Tells Tochter, 2004).